# Mönchneversdorfer Teich
Der Mönchneversdorfer Teich (auch: Mönchneversdorfer Hofteich / Mönchneversdorfer See) ist ein Teich bzw. See in Mönchneversdorf in der Gemeinde Schönwalde am Bungsberg im Kreis Ostholstein in Schleswig-Holstein.
Der Teich ist ca. 16 ha groß, hat eine maximale Tiefe von ca. 2,5 Metern und eine sehr unregelmäßige Form.
Der Mönchneversdorfer Teich wurde 1970/1971 aufgestaut und wird seit 1975 vom Angelverein Mönchneversdorf  als Angelsee betrieben – daneben dient er auch als Badesee. Er liegt in der Holsteinischen Schweiz umgeben von einer hügeligen Moränenlandschaft.

## Sonstiges
Bei der Aufstauung des Mönchneversdorfer Teiches handelte es sich um eine Wiederherstellung einer einstmals trockengelegten Wasserfläche.  
Um 1500 wurde in Mönchneversdorf eine Wasserburg mit zugehörigem Gutshof (Gut Mönchsneversdorf) angelegt.